# Ръцете на Бог
Ръцете на Сварог (на полски: Ręce Swaroga) е вид представяне на кръст.
Използва се днес от някои славянски привърженици на родноверие, особено от членове на Родноверящата полска църква. Според тези среди този символ се използва в първични славянски религии. Ръцете на Сварог са идеограма, означаваща понятието създател бог (в религията на славяните: Сварог).